# Municipio de Englewood (Dakota del Sur)
El municipio de Englewood (en inglés: Englewood Township) es un municipio ubicado en el condado de Perkins en el estado estadounidense de Dakota del Sur. En el año 2010 tenía una población de 24 habitantes y una densidad poblacional de 0,14 personas por km².

## Geografía
El municipio de Englewood se encuentra ubicado en las coordenadas 45°14′25″N 102°7′39″O / 45.24028, -102.12750. Según la Oficina del Censo de los Estados Unidos, el municipio tiene una superficie total de 168.17 km², de la cual 167,77 km² corresponden a tierra firme y (0,23 %) 0,39 km² es agua.

## Demografía
Según el censo de 2010, había 24 personas residiendo en el municipio de Englewood. La densidad de población era de 0,14 hab./km². De los 24 habitantes, el municipio de Englewood estaba compuesto por el 100 % blancos. Del total de la población el 0 % eran hispanos o latinos de cualquier raza.